# Холестеричний рідкий кристал

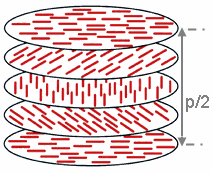
Схематичне зображення обертання директора в холестеричному рідкому кристалі. p - крок спіралі.

Холестеричний рідкий кристал або холестерик - рідкий кристал із спіральною структурою, орієнтація директора в якому періодично змінюється в просторі вздож певної осі. Холестеричні рідкі кристали складються з хіральних молекул. Віддаль вздовж осі між двома шарами з однаковою орієнтацією директора називається кроком спіралі холестерика. Крок спіралі холестерика чутливий до зміни температури. Завдяки своїй періодичній структурі холестеричні рідкі кристали є природними дифракційними ґратками. Бреґґівське розсіяння світла на цих ґратках призводить до того, що плівки холестеричних рідких кристалів яскраво забарвлені, причому їхній колір залежить від температури. 
Холестеричні рідкі кристали використовуються для виготовлення плівок, які вимірюють температуру різних ділянок тіла. Якщо приліпити таку плівку до тіла людини, то ділянки з вищою або нижчою температурою виділятимуться кольором, що дозволяє виявляти запальні процеси. 
Свою назву холестеричні рідкі кристали отримали завдяки тому, що багато з них є похідними холестеролу.